# Colpo d'occhio - L'apparenza inganna
Colpo d'occhio - L'apparenza inganna  è stato un programma televisivo italiano andato in onda su Rai 1 nell'access prime time dal 21 agosto al 10 settembre 2011 con la conduzione di Max Giusti. Era l'adattamento italiano di Odd One In, format britannico in onda su ITV.

## Meccanismo di gioco
Due coppie di concorrenti si sfidavano per riuscire a trovare in una serie di gruppi, che venivano loro proposti, l'unico elemento che aveva la caratteristica indicata dal conduttore. Tutte e due le coppie partivano con un montepremi di 200000 € che dovevano difendere round dopo round, ove il quadro era raffigurato da quattro personaggi che rappresentavano una categoria. La sfida si svolgeva in tre quadri più un round finale. Mostrati i quattro personaggi le coppie dovevano dire chi di loro rappresentava quella categoria, se indovinavano il loro montepremi restava invariato altrimenti veniva detratto a seconda della penalità del round. I round erano tre e le penalità a seconda dell'errore commesso erano queste:

### 1º round
- 20000 €
- 30000 €
- 40000 €

### 2º round
- 30000 €
- 40000 €
- 50000 €

### 3º round
- 60000 €
- 80000 €
- 100000 €

Alla fine di questi round, la coppia che aveva accumulato il montepremi più alto passava alla manche finale. In quest'ultima i due componenti della coppia giocavano con due quadri differenti dove se indovinavano entrambi il quadro vincevano tutto il montepremi, se soltanto uno dei due indovinava il quadro vincevano il 10% del montepremi accumulato. Se entrambi sbagliavano tutti e due i quadri non vincevano nulla.